# Toyota Corolla E80
Pour les articles homonymes, voir E80.
La Corolla E80 est la 5e génération de Toyota Corolla, lancée en 1983.

## Présentation
Cette génération est considérée comme la plus populaire des Corolla, produite à près de 3,3 millions d'exemplaires. C'est la première génération de Corolla à adopter la traction, à l'exception des AE85 et AE86 Corolla Levin / Sprinter Trueno qui conservaient la plate-forme de la Corolla E70 et ses roues arrière motrices.
Un modèle plus performant AE82 a également été produit : Corolla Twin Cam 16. Développant pour sa première année de commercialisation en France 121 chevaux,avec une vitesse de pointe avoisinant les 200 km/h. 

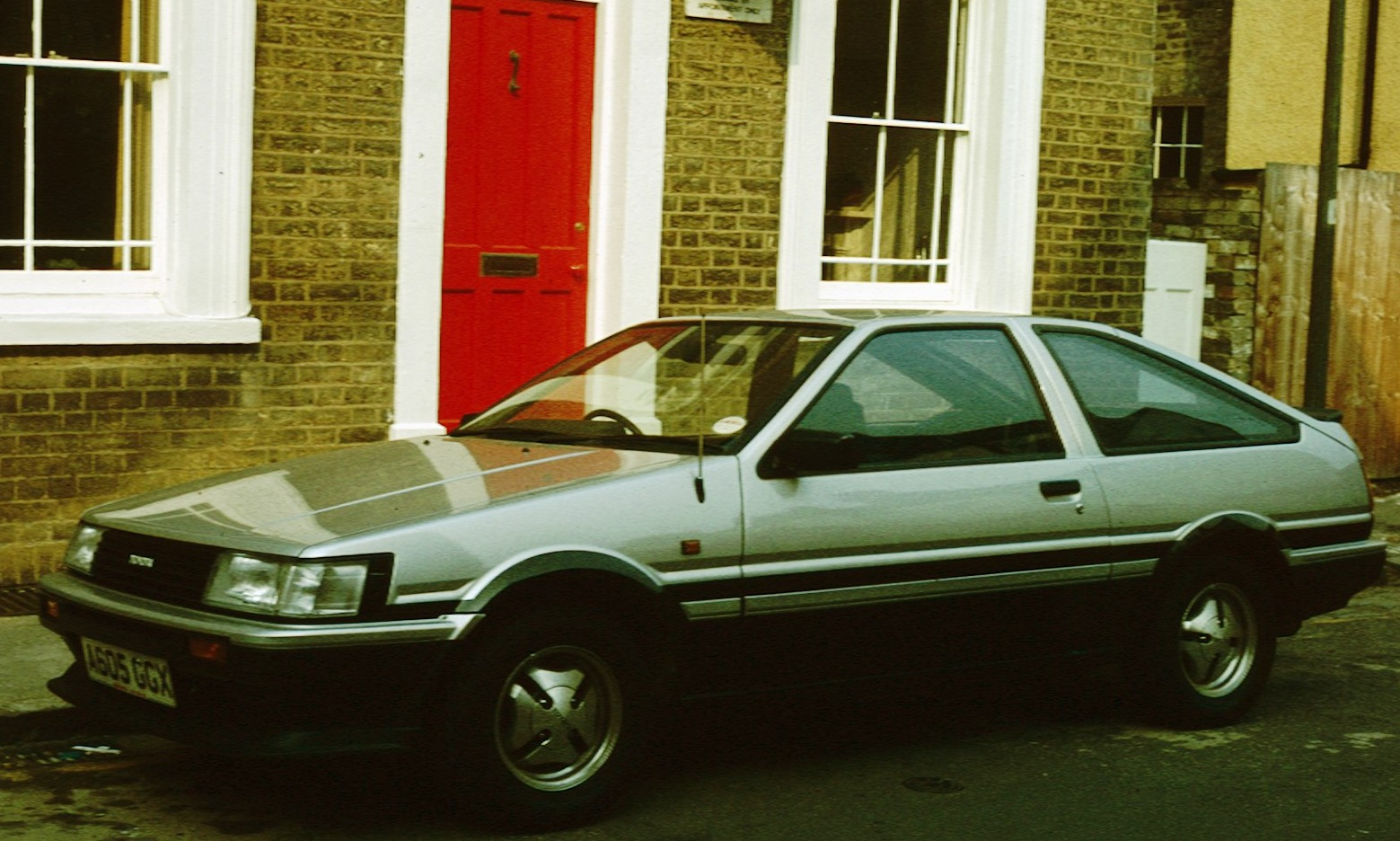
Toyota Corolla GT AE86, aussi appelée Toyota Corolla Levin (photo) ou Sprinter Trueno (version à phares rétractables) au Japon